# Tritz Lőrinc
Tritz Lőrinc (Budapest, 1902. szeptember 14. – Budapest, 1969. január 4.) válogatott labdarúgó, csatár, polgári foglalkozása villanyszerelősegéd.

## Családja
Szülei Tritz Péter és Detári Rozália. 1927. április 24-án Budapesten házasságot kötött Fazekas Annával (Budapest, 1908. december 13. – Budapest, 1965. január 30.).

## Pályafutása

### Klubcsapatban
Az 1925–26-os idényben az olasz Alessandria játékosa volt, ahol 22 bajnoki mérkőzésen 15 gólt szerzett. 1926-ban a Hungária csapatához igazolt. Itt az 1928–29-es idényben bajnok lett a csapattal.

### A válogatottban
1926-ban egy alkalommal szerepelt a magyar válogatottban.

## Sikerei, díjai
- Magyar bajnokság
  - bajnok: 1928–29
  - 2.: 1927–28
  - 3.: 1926–27

## Statisztika

### Mérkőzése a válogatottban
| Magyarország | Magyarország         | Magyarország     | Magyarország | Magyarország | Magyarország | Magyarország | Magyarország | Magyarország |
| #            | Dátum                | Helyszín         | Hazai        | Eredmény     | Vendég       | Kiírás       | Gólok        | Esemény      |
| ------------ | -------------------- | ---------------- | ------------ | ------------ | ------------ | ------------ | ------------ | ------------ |
| 1.           | 1926. szeptember 19. | Bécs, Hohe Warte | Ausztria     | 2 – 3        | Magyarország | barátságos   | -            | 38'          |
|              | Összesen             |                  |              | 1            | mérkőzés     |              | 0            | gól          |